# Masacre
Masacre ist eine kolumbianische Death-Metal-Band, die im Jahr 1988 in Medellín gegründet wurde.

## Geschichte
Die Band wurde im Jahr 1988 gegründet. Das erste Demo erschien im Jahr 1989 unter dem Namen Colombia… Imperio del terror, dem das zweite Demo im Folgejahr unter dem Namen Cáncer de nuestros días folgte. Im Jahr 1991 erschien die EP Ola de violencia. Dadurch wurde das französische Label Osmose Productions auf die Band aufmerksam, bei dem im Jahr 1991 das Debütalbum Requiem veröffentlicht wurde. Danach ging die Band auf Tournee und spielte dabei in Kolumbien, Ecuador, Venezuela und Peru.
Im Jahr 1992 erschien die Band auf einer Split-Veröffentlichung. Es war darauf die EP Ola de Violencia sowie zwei Live-Lieder enthalten. Auf dem Tonträger war außerdem die US-amerikanische Band Profanatica zu hören, die sich allerdings eigentlich nicht an der Veröffentlichung beteiligen wollte und Masacre als dafür ungeeignete Band bezeichnete. Im Jahr 1993 folgte die EP Barbarie y sangre en memoria de Cristo über Mórbida Productions. Im gleichen Jahr verließ Schlagzeuger Mauricio „Bull Metal“ Montoya Masacre und gründete die Black-Metal-Band Typhon; seiner Meinung nach fehlte Masacre die frühere Brutalität, aus diesem Grund habe auch Osmose Productions den Vertrag mit der Band gekündigt. Danach wurde im Jahr 1996 das Album Sacro über Lorito Records veröffentlicht. Danach folgten Auftritte in Kolumbien und Venezuela. Nach dieser Tournee spielte die Band in Ecuador.
Im Jahr 1999 drei Lieder auf, die auf dem späteren Album Muerte verdadera muerte erscheinen sollte. Im Juni schloss das argentinische Label Hurling Metal Records Live-Stücke auf ihrer Kompilation ein. Tribulación Records veröffentlichte auch eine Kompilation, auf der ein Lied von Barbarie y sangre en memoria de Cristo enthalten war.
Im Jahr 2001 nahm Decade Records die Band unter Vertrag und veröffentlichte das Album Muerte verdadera muerte. Der Veröffentlichung folgte eine Tournee durch Kolumbien, Venezuela und Ecuador, die noch 2002 anhielt. Während der Tournee schrieb die Band an neuem Material Im Jahr 2004 folgte das nächste Album Total Death. Das Album wurde von Erik Rutan (Hate Eternal, Ex-Morbid Angel) in den Mana Recording Studios in Tampa, Florida, produziert, abgemischt und gemastert. Der Veröffentlichung folgte die Muerte-total-Tournee durch Südamerika mit Auftritten in Kolumbien, Venezuela, Ecuador, Peru, Bolivien, Argentinien und Chile.

## Stil
Die Band spielt klassischen Death Metal, wobei die Musik mit alten Werken von Morbid Angel verglichen wird.

## Diskografie
- Rehearsal (Demo, 1989, Eigenveröffentlichung)
- Colombia… Imperio del terror (Demo, 1989, Eigenveröffentlichung)
- Cáncer de nuestros días (Demo, 1990, Eigenveröffentlichung)
- Ola de violencia (EP, 1991, Eigenveröffentlichung)
- Requiem (Album, 1991, Osmose Productions)
- Tormenting Holy Flesh / Ola de violencia (Split mit Profanatica, 1992, Osmose Productions)
- Barbarie y sangre en memoria de Cristo (EP, 1993, Mórbida Productions)
- Sacro (Album, 1996, Lorito Records)
- Muerte verdadera muerte (Album, 2001, Decade Records)
- Colombia… Imperio del terror / Cáncer de nuestros días (Kompilation, 2004, Obliteration Records)
- Total Death (Album, 2004, Hateworks Records)
- Sepulcros en ruinas Rehearsal 1989 (Kompilation, 2010, Paranoia Productions)
- 20 Years of Death (DVD, 2011, Eigenveröffentlichung)
- Metal Medallo Attack (Kompilation, 2012, Nuclear War Now! Productions)